# Dawn Burrell
Dawn Burrell (Filadelfia, Pensilvania; 1 de noviembre de 1973) es una atleta estadounidense retirada especializada en la prueba de salto de longitud, en la que consiguió ser campeona mundial en pista cubierta en 2001.

## Carrera deportiva
En el Campeonato Mundial de Atletismo en Pista Cubierta de 2001 ganó la medalla de oro en el salto de longitud, con un salto de 7.03 metros, por delante de la rusa Tatyana Kotova (plata con 6.98 metros) y la española Niurka Montalvo (bronce con 6.88 metros, que fue récord nacional de España).